# Kościół i klasztor pw. św. Brata Alberta w Lublinie
Kościół św. Brata Alberta Chmielowskiego – świątynia bernardynów, zlokalizowana na lubelskim osiedlu "Botanik". Nie jest to pierwsza placówka bernardynów w Lublinie; Kościół Nawrócenia św. Pawła w Lublinie był ich siedzibą do nadejścia zaborców.
Dzięki zabiegom prowincjała OO. Bernardynów o. Andrzeja Pabina, w 1989 r. bp ordynariusz Bolesław Pylak wyraził zgodę na założenie domu zakonnego oraz podjęcie starań u władz państwowych o lokalizację klasztoru i kościoła na terenie projektowanego osiedla "Botanik", zaś Wojewoda lubelski pismem wyraził zgodę na budowę tymczasowego punktu duszpasterskiego w rejonie ul. Willowej. Dnia 11 sierpnia 1991 roku odbyła się uroczystość poświęcenia kaplicy. Aktu tego dokonał bp Bolesław Pylak, biskup diecezjalny lubelski, w asyście bpa Marcjana Trofimiaka, biskupa pomocniczego lwowskiego.
W 1996 r. rozpoczęto budowę nowego - murowanego - klasztoru i kościoła. Do końca 2002 r. - dzięki pomocy finansowej wszystkich klasztorów bernardyńskich - wykonano większość prac budowlanych i wykończeniowych pozwalających na zamieszkanie w nim zakonników studiujących i wykładających na KUL oraz pracujących przy parafii.
Dnia 19 czerwca 2016 nastąpiła konsekracja świątyni, której dokonał metropolita lubelski, abp Stanisław Budzik.